# Konrad Telmann
Konrad Telmann, pseudonyme d'Ernst Otto Konrad Zitelmann (né le 26 novembre 1854 à Stettin, mort le 24 janvier 1897 à Rome) est un juriste et écrivain allemand.
Grâce à un changement de nom officiel, le nom de l'écrivain Telmann devient son vrai nom.

## Biographie
Telmann est issu d'une famille de patriciens et d'avocats de Szczecin. Son père est syndic et conseiller judiciaire. Son grand-père maternel est le poète Ludwig Giesebrecht, son oncle Konrad Zitelmann (de) est aussi juriste en droit administratif et écrivain. L'écrivain Katharina Zitelmann est une cousine.
Telmann va au lycée de l'abbaye Sainte-Marie à Stettin. Élève intéressé par la poésie, il voyage beaucoup et étudie le droit à Berlin, Heidelberg, Leipzig et Greifswald.
En 1876, il revient à Stettin en tant que juriste et a son doctorat. La tuberculose, qui avait déjà éclaté à l'adolescence, son état de santé instable et sa réticence à poursuivre une carrière juridique le poussent à quitter l'administration en 1879 et à vivre en Suisse, dans le sud de la France (en 1883 à Menton), en Italie et en Sicile.
En 1891, il épouse la peintre et écrivaine Hermione von Preuschen, divorcé de Schmidt. Il vit avec elle à Rome. Le couple a deux filles.
Telmann séjourne régulièrement en Allemagne pendant les mois d'été et participe à la situation politique et sociale. En septembre 1896, il accompagne sa femme au premier congrès international des œuvres et des aspirations féminines à Berlin organisé par Lina Morgenstern.
Libre d'esprit et enthousiaste, Telman traite des conflits sociaux, religieux, collégiaux et judiciaires. L'Association allemande des artistes de Rome refuse de l'accepter après son portrait de membres de l'association dans son roman Unter römischem Himmel.
À l'âge de 43 ans, il meurt de la tuberculose et d'un accident vasculaire cérébral à Rome. Le Conseil supérieur de l'Église protestante prussienne à Berlin refuse de l'enterrer à Rome.
Les deux filles Helga et Ingeborg sont adoptées par Henning von Holtzendorff et élevées à la noblesse prussienne en 1907.

## Littérature
Comme son ami Hermann Sudermann, Telmann est l'un des écrivains du naturalisme allemand. Dans sa vaste œuvre, il discute des questions sociales, politiques, éthiques et religieuses de son temps d'un point de vue résolument moderne. Dans ses représentations passionnées, il n'est pas rare que l'impulsion de la réforme sociale domine le style artistique. Certains de ses romans provoquent des protestations publiques ; en particulier, la critique du catholicisme dans Unter den Dolomiten  est retenue par les autorités de l'église qui interdisent des funérailles religieuses.
En tant que romancier, Telman écrit 69 œuvres en 93 volumes en 24 ans. Hermann Sudermann décrit Telmann comme un « martyr de la vie ».